# Владимир Кањух
Владимир Кањух (Охрид, 4. март 1929) српски је кардиоваскуларни патолог и академик. Сматра се зачетником патологије у Србији и у некадашњој Југославији.

## Живот и каријера
Дипломирао је на Медицинском факултету Универзитета у Београду, где је и докторирао 1981. године. На истом факултету је радио као професор, редовни од 1982. Дописни члан Српске академије наука и уметности постао је 21.03.1974. године. За редовног члана изабран је 15.12.1983. Приступну академску беседу под називом „Урођене срчане мане и њихова плућна циркулација“ одржао је 26. октобра 1984. године. Усавршавао се у Уједињеном Краљевству, Француској, Холандији, Сједињеним Америчким Државама.
Поља научног интересовања Владимира Кањуха су кардиоваскуларна патологија, нарочито урођене срчане мане и њихова плућна циркулација, артеротромбична коронарна срчана болест, тумори срца и перикарда као и онколошка патологија и тератологија. Бави се и историјом српске и светске медицине, а са сарадницима је открио две нове, урођене срчане мане.

## Признања
Академик Владимир Кањух је председник Удружења за артеросклерозу Србије, члан Европског друштва патолога и великог броја других научних друштава и академија. За иностраног члана Академије наука и умјетности Републике Српске изабран је 2008. године.
Добитник је више награда за науку:
- Октобарске награде града Београда 1974,
- Седмојулска награда Србије 1989,
- Медаље Semmelweiss у Мађарској 1990,
- Похвале Патријарха Павла 2000,
- Награде „Академик Б. Ђорђевић“ 2000,
- Награде Удружења универзитетских наставника Србије 2002
- Награда Браћа Карић 2003,
- Сретењски орден првог степена, 2023.[4]

## Биографије и библиографије
Год. / САНУ 82 (1976) 156-162; 90 (1984) 277-288; 95 (1989) 393-412; 101 (1995) 341-365; 106 (2000) 319-345.